# Folcarde
Folcarde é uma comuna francesa na região administrativa da Occitânia, no departamento do Alto Garona. Estende-se por uma área de 2.33 km², com 119 habitantes, segundo o censo de 2018, com uma densidade de 51 hab/km².